# 依芙琳·葛蘭妮
依芙琳·伊莉莎白·安·葛蘭妮女爵士，CH，DBE（英語：Dame Evelyn Elizabeth Ann Glennie，1965年7月19日—），蘇格蘭的敲擊樂演奏家。她也是西方社會20世紀裡第一位全職的敲擊樂聽障獨奏家。
葛蘭妮於2009年應邀在台灣舉辦的國際聽障奧運會上演奏。2011年又應臨時邀請，排除萬難，同意在NSO名家與探索系列中演奏。

## 榮譽與勳獎
- 獲得英國 15 所大學的榮譽博士學位
- 敲擊樂藝術協會名人堂成員
- 1993年曾被授予英國皇家官佐級優異勳章(OBE)，
- 2007年為表揚她在音樂上的傑出成就，被晉升授予英國皇家爵級騎士司令勳章(DBE)，可使用「女爵士」頭銜。

## 聽覺障礙
葛蘭妮自12歲起就有深度的聽覺障礙，但這並不妨礙她進行國際水準演奏的能力。在現場表演和錄音室錄音時，她經常赤腳演奏，以便更好地「感覺」音樂。

## 樂器蒐集
持有1800件以上，來自世界各地的打擊樂器，並持續增加中。

## 唱片
- Rhythm Song (1990)
- Veni, veni Emmanuel (1993) (Catalyst 09026-61916-2. All pieces composed by James MacMillan. Scottish Chamber Orchestra.)
  - Veni, Veni, Emmanuel
    - Introit - Advent
    - Heartbeats
    - Dance - Hocket
    - Transition: Sequence I
    - Gaude, Gaude
    - Transition: Sequence II
    - Coda - Easter

  - After the Tryst
  - "...as others see us..."
    - Henry VIII (1491–1547)
    - John Wilmot (1647–1680)
    - John Churchill (1650–1722)
    - George Gordon (1788–1824) and William Wordsworth (1770–1850)
    - Thomas Stearns Eliot (1888–1965)
    - Dorothy Mary Hodgkin (b. 1910)

  - Three Dawn Rituals
    - Larghetto
    - Allegro moderato
    - Andante

  - Untold
- Wind In The Bamboo Grove (1995)
- Shadow Behind the Iron Sun (1999)
- The Sugar Factory (featuring Fred Frith; 2007)

## 電影
- Touch the Sound (2004)，由 Thomas Riedelsheimer 導演。

## 自傳
- Good Vibrations: My Autobiography (好的振動：我的自傳)[3]

## 台灣演奏記錄
- 2009年9月5日 聽障奧運開幕大典，臺北市，台北田徑場[4]
- 2009年9月6日 聽障奧運音樂會－無聲的力量，臺北市，中山堂中正廳
- 2011年4月22日 NSO名家與探索系列 擊樂天后－依芙琳．葛蘭妮，臺北市，國立中正文化中心

曲目：
西貝流士：《傳說》
米堯：馬林巴琴與鐵琴協奏曲
巴爾托克：管絃樂協奏曲

## 外部參考資料
- 名家與探索系列 擊樂天后－依芙琳．葛蘭妮[]
- 2011/4/22 NSO《擊樂天后－依芙琳‧葛蘭妮》貝拉‧巴爾托克：管弦樂協奏曲 樂曲解說

## 附註與引用
1. ↑  Reisler, Jim. . Jefferson, NC: McFarland. 2002: 39. ISBN 0786412666.
2. ↑  .   [2011-04-21]. （原始内容存档于2014-01-22）.
3. ↑  Evelyn Glennie. . Hutchinson. May 3, 1990. ISBN 0091743052.
4. ↑  李秋玫，依芙琳．葛蘭妮 教世界如何去「聽」[永久]，PAR表演藝術 2009-09-04 第201期